# Mouvement Réformateur
Mouvement Réformateur (MR) és un partit polític belga de la regió valona format el març del 2002 com a resultat de la unió del Moviment dels Ciutadans pel Canvi, el Partit Reformista Liberal i el Front Democràtic dels Francòfons de Brussel·les, tots partits centristes liberals de les zones francòfones de Bèlgica (Valònia i regió de Brussel·les-Capital).

## Història
En 2002, sota la direcció de Daniel Ducarme, el Moviment dels Ciutadans pel Canvi, el Partit Reformista Liberal i el Front Democràtic dels Francòfons de Brussel·les es van reunir en el Moviment Reformista (MR) per crear un gran moviment popular que puguési ser alhora una alternativa a la dominació socialista del panorama polític francòfon i una força de reforma institucional i socioeconòmica.
A les eleccions legislatives belgues de 2003 es va convertir en la primera força política de la Comunitat Francesa, i els liberals i els socialistes obtenen bons resultats, la qual cosa permet al liberal Guy Verhofstadt del Vlaamse Liberalen en Democraten (VLD) continuar sent el primer ministre, aquesta vegada amb un govern de coalició liberal-socialista del VLD, MR, i els socialistes de Flandes (SP.a) i de Valònia (PS).
L'11 d'octubre de 2011 es va presentar un acord entre els partits flamencs Christen-Democratisch en Vlaams (CD&V), Open Vlaamse Liberalen en Democraten (Open VLD), Socialistische Partij Anders (sp.a), Groen! i els francòfons Parti Socialiste (PS), MR, Centre Demòcrata Humanista (CDH) i Ecolo per a una sisena reforma institucional en la que el districte electoral i judicial de Brussel·les-Halle-Vilvoorde es dividiria, es transferirien competències federals a les comunitats i regions com economia, ocupació i política familiar, i el Senat belga ja no seria elegit directament, sinó que es convertirà en una assemblea de parlaments regionals, amb menys membres. Tanmateix, encara s'havia de formar una coalició de govern, que s'establiria el 6 de desembre del 2011 amb Elio Di Rupo com a primer ministre fruit del nou acord entre PS, CD&V, MR, SP.A, Open VLD i CDH.
Després de les eleccions legislatives belgues de 2014, Charles Michel del MR esdevingué el primer ministre més jove de la història de Bèlgica. amb un govern de coalició de Nieuw-Vlaamse Alliantie (N-VA), MR, Christen-Democratisch en Vlaams (CD&V) i Open Vlaamse Liberalen en Democraten (Open Vld). A principis de desembre de 2018 l'oposició del N-VA al Pacte Mundial per a les Migracions va provocar la seva sortida del govern i MR, CD&V i Open Vld van continuar breument com a gabinet minoritari fins que Michel va dimitir el 18 de desembre de 2018.
El 18 de febrer de 2019 Olivier Chastel va cedir el seu càrrec de president del partit al primer ministre Charles Michel, per dedicar-se a la campanya eleccions al Parlament Europeu de 2019, i com les eleccions estaven programades per al maig de 2019, el gabinet en minoria va continuar de manera provisional fins a les eleccions. Michel va seguir al capdavant del govern de manera provisional fins al 27 d'octubre de 2019, quan fou nomenat President del Consell Europeu sent rellevat com a primer ministre per Sophie Wilmès també del MR, i el 28 de novembre per Georges-Louis Bouchez com a líder del partit, superant el seu rival Denis Ducarme a la segona volta amb el 62% dels vots.
L'1 d'octubre de 2020 Alexander De Croo de l'Open Vld va assumir el càrrec de primer ministre amb el govern de coalició del seu partit, l'Open Vld amb el MR, els socialistes de Flandes i de Valònia, CD&V i els ecologistes flamencs i els valons.
Després de les eleccions legislatives belgues de 2024, el 31 de gener de 2025 Bart de Wever va anunciar al rei dels belgues Felip de Bèlgica l'acord de govern dels nacionalistes flamencs de Nieuw-Vlaamse Alliantie (N-VA), els liberals del MR i Els Compromesos, els demòcratacristians flamencs del Christen-Democratisch en Vlaams (CD&V) i els flamencs demòcrates social d'Endavant, amb 82 escons de 150 a la Cambra de Representants i una agenda amb més federalisme, més autonomia per a les unitats constituents, retallades en la despesa pública social i una setena reforma de l'Estat.

## Resultats electorals

### Cambra de Representants
| Any  | Candidat              | Vots    | %           | +/–    | Escons   | +/– | Govern   |
| ---- | --------------------- | ------- | ----------- | ------ | -------- | --- | -------- |
| 2003 | Antoine Duquesne      | 795,757 | 11,4 / 100  | N/D    | 24 / 150 | N/D | Coalició |
| 2007 | Didier Reynders       | 835.073 | 12,5 / 100  | ▲ 1,10 | 23 / 150 | ▼ 1 | Coalició |
| 2010 | Didier Reynders       | 605.617 | 9,28 / 100  | ▼ 3,22 | 18 / 150 | ▼ 5 | Coalició |
| 2014 | Charles Michel        | 650.260 | 9,64 / 100  | ▲ 0,36 | 20 / 150 | ▲ 2 | Coalició |
| 2019 | Peter Mertens         | 512.825 | 7,56 / 100  | ▼ 2,08 | 14 / 150 | ▼ 6 | Coalició |
| 2024 | Georges-Louis Bouchez | 716.934 | 10,26 / 100 | ▲ 2,7  | 20 / 150 | ▲ 6 | Coalició |

### Senat
| Any  | Vots    | %    | Escons | +/- |
| ---- | ------- | ---- | ------ | --- |
| 2003 | 795,757 | 12.2 | 5 / 40 | Nou |
| 2007 | 815,755 | 12.3 | 6 / 40 | 1   |
| 2010 | 599,618 | 9.3  | 4 / 40 | 2   |
| 2014 |         |      | 8 / 60 | 4   |
| 2019 |         |      | 7 / 60 | 1   |
| 2024 |         |      | 8 / 60 | 1   |

### Regional

#### Parlament de Brussel·les
| Any  | Vots    | %         | %         | Escons  | +/- | Govern         |
| Any  | Vots    | F.E.C.    | Total     | Escons  | +/- | Govern         |
| ---- | ------- | --------- | --------- | ------- | --- | -------------- |
| 2004 | 127,122 | 32.5 (#2) | 28.0 (#2) | 25 / 89 | 2   | Oposició       |
| 2009 | 121,905 | 29.8 (#1) | 26.5 (#1) | 24 / 89 | 1   | Oposició       |
| 2014 | 94,227  | 23.0 (#2) | 20.4 (#2) | 18 / 89 | 6   | Oposició       |
| 2019 | 65,502  | 16.9 (#3) | 14.3 (#3) | 13 / 89 | 5   | Oposició       |
| 2024 | 101,157 | 26.0 (#1) |           | 20 / 89 | 7   | Per determinar |

#### Parlament de Valònia
| Any  | Vots    | %         | Escons  | +/- | Govern   |
| ---- | ------- | --------- | ------- | --- | -------- |
| 2004 | 478,999 | 24.3 (#2) | 20 / 75 | 1   | Oposició |
| 2009 | 469,792 | 23.1 (#2) | 19 / 75 | 1   | Oposició |
| 2014 | 546,363 | 26.7 (#2) | 25 / 75 | 6   | Oposició |
| 2019 | 435,878 | 21.4 (#2) | 20 / 75 | 5   | Coalició |
| 2024 | 612.010 | 29.1 (#1) | 26 / 75 | 6   | Coalició |

### Parlament Europeu
| Any  | Líder           | Vots    | %          | %     | Escons | +/- | Grup |
| Any  | Líder           | Vots    | F.E.C.     | Total | Escons | +/- | Grup |
| ---- | --------------- | ------- | ---------- | ----- | ------ | --- | ---- |
| 2004 | Louis Michel    | 671,422 | 27.58 (#2) | 10.35 | 3 / 24 | 1   | ALDE |
| 2009 | Louis Michel    | 640,092 | 26.05 (#2) | 9.74  | 2 / 22 | 1   | ALDE |
| 2014 | Louis Michel    | 661,332 | 27.10 (#2) | 9.88  | 3 / 21 | 1   | ALDE |
| 2019 | Olivier Chastel | 470,654 | 19.29 (#3) | 7.06  | 2 / 21 | 1   | RE   |
| 2024 | Sophie Wilmès   | 900,413 | 34.88 (#1) | 12.62 | 3 / 22 | 1   | RE   |

## Membres destacats
- Bernard Clerfayt
- Alain Destexhe
- Daniel Ducarme
- Antoine Duquesne
- Jean Gol
- Sabine Laruelle
- Olivier Maingain
- Charles Michel
- Louis Michel
- Didier Reynders